# موسیقی فلسطین
موسیقی فلسطین (عربی: الموسيقى الفلسطينية)
موسیقی کشور فلسطین از انواع موسیقی عربی است که اغلب شکل حماسی دارد. 